# Entre azul y buenas noches
«Entre azul y buenas noches» es una canción interpretada por la agrupación femenina mexicana Jeans, incluida en su cuarto álbum de estudio Cuarto para las cuatro (2001). La canción fue lanzada como el sencillo principal del disco a través de Sony BMG en junio del año 2001.

## Promoción
La canción también formó parte de los 90's Pop Tour junto con otros éxitos más de la banda y de otros artistas y grupos musicales que marcaron esta década.

## Vídeo musical
Se muestra a todas las integrantes cantando dentro varios escenarios como ejemplo en el campo y otros fondos coloridos y bailando hasta el final.

## Posicionamiento en listas
| Lista (2001)   | Posición |
| -------------- | -------- |
| México Top 100 | 94       |